# Embalse Miraflores
Embalse Miraflores är en reservoar i Colombia.   Den ligger i departementet Antioquía, i den nordvästra delen av landet, 280 km nordväst om huvudstaden Bogotá. Embalse Miraflores ligger 2 070 meter över havet. Arean är 4,5 kvadratkilometer. I omgivningarna runt Embalse Miraflores växer i huvudsak städsegrön lövskog. Den sträcker sig 5,1 kilometer i nord-sydlig riktning, och 5,1 kilometer i öst-västlig riktning.